# Copa das Confederações da CAF de 2017
A Copa das Confederações da CAF de 2017 foi a 14ª edição do torneio, que é a segunda competição de clubes mais importante do continente africano. O TP Mazembe da República Democrática do Congo, se consagrou campeão, conquistando o seu  3° título nessa competição. 

## Qualificatório

### Rodada preliminar
| Equipe 1                | Total       | Equipe 2             | 1.º jogo | 2.º jogo |
| ----------------------- | ----------- | -------------------- | -------- | -------- |
| Monrovia Club Breweries | 3–4         | JS Kabylie           | 3–0      | 0–4      |
| Étoile du Congo         | 3–0         | Racing de Micomeseng | 2–0      | 1–0      |
| Ifeanyi Ubah            | 1–1 (0–3 p) | Al-Masry             | 1–0      | 0–1      |
| Defence Force           | 1–2         | Young Sports Academy | 1–0      | 0–2      |
| AS Douanes Niamey       | 1–3         | IR Tanger            | 1–2      | 0–1      |
| ASSM Elgeco Plus        | 1–2         | SuperSport United    | 0–0      | 1–2      |
| Akanda                  | 0–1         | Renaissance du Congo | 0–0      | 0–1      |
| Bechem United           | 3–5         | MC Alger             | 2–1      | 1–4      |
| RSLAF                   | 2–1         | Wikki Tourists       | 2–0      | 0–1      |
| Platinum Stars          | 2–0         | UD Songo             | 1–0      | 1–0      |
| Vipers                  | 1–1 (gf)    | Volcan Club          | 0–0      | 1–1      |
| Orapa United            | 2–4         | Mbabane Swallows     | 0–1      | 2–3      |
| KVZ                     | 2–4         | Le Messager Ngozi    | 2–1      | 0–3      |
| APEJES Academy          | 2–2 (gf)    | ASC Niarry Tally     | 1–0      | 1–2      |
| Wau Salaam              | 0–6         | Rayon Sports         | 0–4      | 0–2      |
| AS SONABEL              | 0–3         | SC Gagnoa            | 0–0      | 0–3      |
| MAS Fez                 | 3–2         | CARA Brazzaville     | 3–0      | 0–2      |
| Pamplemousses           | 1–2         | Ngezi Platinum       | 1–1      | 0–1      |
| Al-Hilal Al-Ubayyid     | 3–0         | St Michel United     | 2–0      | 1–0      |
| Al-Hilal Benghazi       | 1–1 (4–5 p) | Ulinzi Stars         | 1–0      | 0–1      |

### Primeira rodada
| Equipe 1             | Total       | Equipe 2             | 1.º jogo | 2.º jogo |
| -------------------- | ----------- | -------------------- | -------- | -------- |
| Étoile du Congo      | 0–1         | JS Kabylie           | 0–0      | 0-1      |
| Djoliba              | w.o.1       | Al-Masry             | 2–0      | -        |
| CS Sfaxien           | 6–1         | Young Sports Academy | 5–0      | 1-1      |
| AS Kaloum            | 1–3         | IR Tanger            | 1–0      | 0-3      |
| Al-Ahly Shendi       | 3–6         | SuperSport United    | 3–2      | 0-4      |
| MC Alger             | 3–2         | Renaissance du Congo | 2–0      | 1-2      |
| Club Africain        | w.o.2       | RSLAF                | 9–1      | -        |
| Vipers               | 2–3         | Platinum Stars       | 1–0      | 1-3      |
| Azam                 | 1–3         | Mbabane Swallows     | 1–0      | 0-3      |
| ZESCO United         | 4–2         | Le Messager Ngozi    | 2–0      | 2-2      |
| ASEC Mimosas         | 2 – 1       | APEJES Academy       | 2–0      | 0-1      |
| Onze Créateurs       | w.o.1       | Rayon Sports         | 1–0      | -        |
| MAS Fez              | 3–2         | SC Gagnoa            | 3–1      | 0-1      |
| Recreativo do Libolo | 2–1         | Ngezi Platinum       | 2–1      | 0-0      |
| Sanga Balende        | 1–1 (3-5 p) | Al-Hilal Al-Ubayyid  | 1–0      | 0-1      |
| Smouha               | 4–3         | Ulinzi Stars         | 4–0      | 0-3      |

1-As equipes de Mali foram desqualificadas por punição da Federação de Mali pela FIFA.
2-O RSLAF abandonou a segunda volta.

### Ronda de Play-off
Com os ganhadores da rodada anterior e os eliminados da Liga dos Campeões da CAF de 2017.
| Equipe 1                  | Total         | Equipe 2             | 1.º jogo | 2.º jogo |
| ------------------------- | ------------- | -------------------- | -------- | -------- |
| Young Africans            | 1 - 4         | MC Alger             | 1 - 0    | 0 - 4    |
| TP Mazembe                | 2 - 0         | JS Kabylie           | 2 - 0    | 0 - 0    |
| AC Léopards               | 3 - 4         | Mbabane Swallows     | 1 - 0    | 2 - 4    |
| FUS Rabat                 | 3 - 2         | MAS Fez              | 2 - 1    | 1 - 1    |
| Enugu Rangers             | 2 - 5         | ZESCO United         | 2 - 2    | 0 - 3    |
| CF Mounana                | 2 - 1         | ASEC Mimosas         | 2 - 1    | 0 - 0    |
| Rail Club du Kadiogo      | 1 - 4         | CS Sfaxien           | 1 - 2    | 0 - 2    |
| Bidvest Wits              | 0 - 1         | Smouha               | 0 - 0    | 0 - 1    |
| CNaPS Sport               | 1 - 1 (gf)    | Recreativo do Libolo | 1 - 1    | 0 - 0    |
| KCCA                      | 1 - 1 (4–3 p) | Al-Masry             | 1 - 0    | 0 - 1    |
| Gambia Ports Authority    | 1 - 4         | Al-Hilal Al-Ubayyid  | 1 - 1    | 0 - 3    |
| AS Port-Louis 2000        | 3 - 6         | Club Africain        | 1 - 2    | 2 - 4    |
| Rivers United             | 2 - 0         | Rayon Sports         | 2 - 0    | 0 - 0    |
| Barrack Young Controllers | 1 - 6         | SuperSport United    | 1 - 1    | 0 - 5    |
| AS Tanda                  | 2 - 2 (4–5 p) | Platinum Stars       | 2 - 0    | 0 - 2    |
| Horoya Conakry            | 4 - 3         | IR Tanger            | 2 - 0    | 2 - 3    |

## Fase de grupos
Os dezesseis clubes vencedores dos play-offs qualificatórios foram divididos em dois potes: o primeiro contendo as quatro equipes com as maiores pontuações na classificação continental de clubes da CAF de 2012 a 2016 e o segundo contendo as demais equipes. De acordo com o regulamento do sorteio, que foi realizado na sede da CAF no Cairo, Egito, cada um dos clubes do primeiro pote foi atribuído a um grupo. Além disso, três equipes do segundo pote foram atribuídas a cada grupo.

### Potes
|         | Pote 1                                                                                   | Pote 2 |
| ------- | ---------------------------------------------------------------------------------------- | --- |
| Equipes | - TP Mazembe (58 pts) - CS Sfaxien (21 pts) - ZESCO United (15 pts) - FUS Rabat (12 pts) | - Smouha (4 pts) - Recreativo do Libolo (2 pts) - MC Alger - CF Mounana - Horoya - Rivers United - Platinum Stars - SuperSport United - Al-Hilal Al-Ubayyid - Mbabane Swallows - Club Africain - KCCA |

### Grupos
Em caso de empate em número de pontos entre duas ou mais equipes ao fim das seis rodadas da fase de grupos, o primeiro critério de desempate será o confronto direto. Se ainda for insuficiente, os critérios de saldo de gols, gols pró e gols contra envolvendo todos os jogos do grupo serão aplicados.
|  | Zona de classificação às quartas-de-final |

| Vitória do mandante | Vitória do visitante | Empate |

#### Grupo A
| Pos. | Equipe        | Pts | J | V | E | D | GP | GC | SG |
| ---- | ------------- | --- | - | - | - | - | -- | -- | -- |
| 1    | Club Africain | 12  | 6 | 4 | 0 | 2 | 13 | 6  | +7 |
| 2    | FUS Rabat     | 9   | 6 | 3 | 0 | 3 | 9  | 8  | +1 |
| 3    | KCCA          | 9   | 6 | 3 | 0 | 3 | 8  | 12 | -4 |
| 4    | Rivers United | 6   | 6 | 2 | 0 | 4 | 6  | 10 | -4 |

|               | CLU | FUS | KCC | RIV |
| ------------- | --- | --- | --- | --- |
| Club Africain |     | 2–1 | 4–0 | 3–1 |
| FUS Rabat     | 2–1 |     | 3–0 | 2–1 |
| KCCA          | 2–1 | 3–1 |     | 2–1 |
| Rivers United | 0–2 | 1–0 | 2–1 |     |

#### Grupo B
| Pos. | Equipe           | Pts | J | V | E | D | GP | GC | SG |
| ---- | ---------------- | --- | - | - | - | - | -- | -- | -- |
| 1    | CS Sfaxien       | 13  | 6 | 4 | 1 | 1 | 13 | 4  | +9 |
| 2    | MC Alger         | 11  | 6 | 3 | 2 | 1 | 7  | 7  | 0  |
| 3    | Mbabane Swallows | 5   | 6 | 1 | 2 | 3 | 8  | 10 | -2 |
| 4    | Platinum Stars   | 3   | 6 | 0 | 3 | 3 | 6  | 13 | -7 |

|                  | ALG | MBA | PLA | SFA |
| ---------------- | --- | --- | --- | --- |
| Alger            |     | 2–1 | 2–0 | 2–1 |
| Mbabane Swallows | 0–0 |     | 4–2 | 1–3 |
| Platinum Stars   | 1–1 | 2–2 |     | 1–1 |
| Sfaxien          | 4–0 | 1–0 | 3–0 |     |

#### Grupo C
| Pos. | Equipe                 | Pts | J | V | E | D | GP | GC | SG |
| ---- | ---------------------- | --- | - | - | - | - | -- | -- | -- |
| 1    | ZESCO United           | 10  | 6 | 3 | 1 | 2 | 6  | 5  | +1 |
| 2    | Al-Hilal Al-Ubayyid[a] | 10  | 6 | 3 | 1 | 2 | 6  | 6  | 0  |
| 3    | Recreativo do Libolo   | 7   | 6 | 2 | 1 | 3 | 4  | 5  | -1 |
| 4    | Smouha                 | 6   | 6 | 1 | 3 | 2 | 5  | 5  | 0  |

|                      | ALH    | REC | SMO | ZES |
| -------------------- | ------ | --- | --- | --- |
| Al-Hilal Al-Ubayyid  |        | 2–0 | 2–1 | 1–0 |
| Recreativo do Libolo | 1–0    |     | 0–0 | 3–0 |
| Smouha               | 1–1    | 2–0 |     | 1–1 |
| ZESCO United         | 3–0[a] | 1–0 | 1–0 |     |

a. ^ Faltando uma rodada para o término da fase de grupos, o Al-Hilal foi eliminado da competição após decisão da FIFA de suspender a Associação de Futebol do Sudão de participação em todos os campeonatos ligados à entidade. A Confederação Africana de Futebol manteve todos os jogos para efeitos de classificação e atribuiu uma derrota por 3–0 para o clube na última partida. Posteriormente, em 20 de julho, a CAF decidiu readmitir os clubes sudaneses em competições continentais.

#### Grupo D
| Pos. | Equipe            | Pts | J | V | E | D | GP | GC | SG  |
| ---- | ----------------- | --- | - | - | - | - | -- | -- | --- |
| 1    | TP Mazembe        | 12  | 6 | 3 | 3 | 0 | 8  | 4  | +4  |
| 2    | SuperSport United | 10  | 6 | 2 | 4 | 0 | 13 | 8  | +5  |
| 3    | Horoya            | 9   | 6 | 2 | 3 | 1 | 6  | 5  | +1  |
| 4    | CF Mounana        | 0   | 6 | 0 | 0 | 6 | 4  | 14 | -10 |

|                   | HOR | MAZ | MOU | SUP |
| ----------------- | --- | --- | --- | --- |
| Horoya            |     | 1–1 | 1–0 | 0–0 |
| Mazembe           | 2–1 |     | 2–0 | 2–2 |
| Mounana           | 0–1 | 0–1 |     | 3–5 |
| SuperSport United | 2–2 | 0–0 | 4–1 |     |